# 제2대 그레이 백작 찰스 그레이

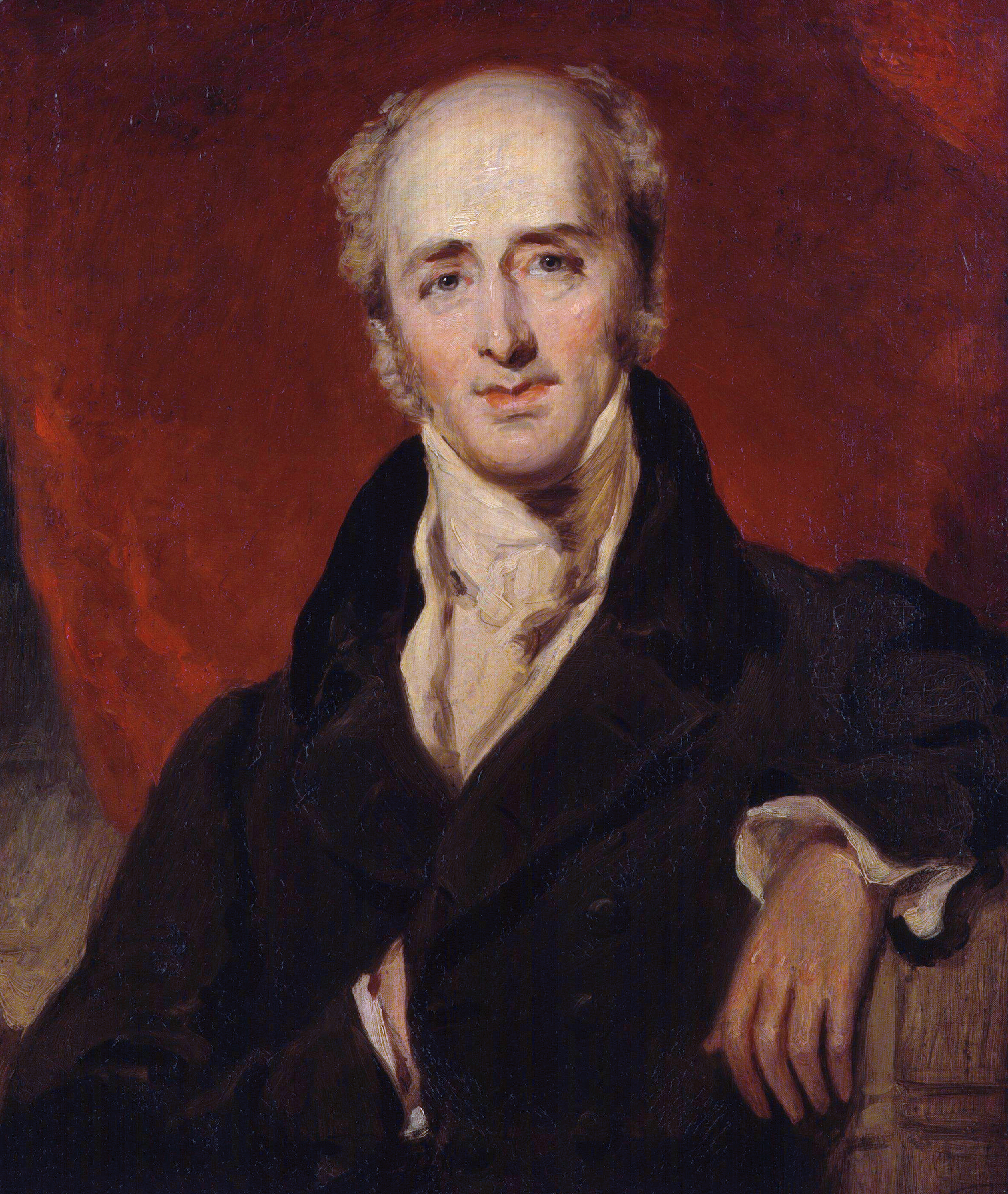
그레이 백작, 토머스 로렌스 경 그림

제2대 그레이 백작 찰스 그레이(Charles Grey, 2nd Earl Grey)는 영국의 정치인으로서 1830년부터 1834년까지 영국의 총리직을 역임했다. 한때 호윅 자작(Viscount Howick)의 작위도 가지고 있었다. 얼 그레이차의 이름이 그에게서 유래한다.
1786년 국회의원으로 선출되어 22세의 나이에 정계에 입문하였고 휘그당의 일원으로 있었다. 1790년대에는 외교 문제에 있어서 소 피트의 반대파에 속했고, 1807년에 조지 3세가 가톨릭과 아일랜드에 관련된 개혁법을 거부하자 항의하여 외교 공직을 사직하는 데에 참여하였다.
1830년 조지 4세가 사망하고 웰링턴 공작이 사임하자 휘그당이 다시 정권을 잡아 그레이가 총리로 취임했다. 재직 동안 여러 개혁운동을 주도했는데, 특히 1832년 개혁법을 통과시켜 소규모 지주, 소작농, 상인 등에게 선거권을 부여한 것이 가장 대표적이다. 또한 1833년 일부 지역을 제외한 대영제국 전역에서 노예제를 최종 폐지하고 노예주들에게 보상금을 치러주었다. 1834년 아일랜드 문제를 두고 내각과 대립하다가 결국 사임하였다.